# Autoconf

Autoconf en el medio

Autoconf es una herramienta informática para crear shell scripts que configuren automáticamente el código fuente de un software para adaptarlo a diversos sistemas tipo UNIX. Dichos scripts creados por Autoconf son independientes de él cuando se ejecutan en el sistema en el que se quiere usar.
Junto con otras herramientas como Automake, Autoheader o Libtool, Autoconf forma el GNU build system.